# Michał Paweł Markowski
Michał Paweł Markowski (ur. 26 grudnia 1962 w Bydgoszczy) – krytyk literacki, eseista, tłumacz, publicysta, profesor Uniwersytetu Jagiellońskiego, kierownik Katedry Międzynarodowych Studiów Polonistycznych, zwycięzca konkursu na szefa Katedry Języka Polskiego i Literatury na Wydziale Sztuk Wyzwolonych i Nauk Ścisłych Uniwersytetu Illinois w Chicago.

## Życiorys
Doktoryzował się w 1996 pracą Efekt inskrypcji. Jacques Derrida i literatura, habilitował w 1998 pracą Nietzsche. Filozofia interpretacji. Tłumaczył m.in. prace Rolanda Barthes’a, Jacques’a Derridy, Juliji Krystewej, Emmanuela Lévinasa, Jean-François Lyotarda, Richarda Rorty’ego, Marcela Prousta. W 2002 wykładał na Uniwersytecie w Sztokholmie. W latach 2002–2003 wykładał na uniwersytecie Harvarda. W 2004 prowadził wykłady z literatury polskiej i porównawczej na Northwestern University w Evanston, w 2005 na wydziale Literatur Nowożytnych University of Alberta. W 2009 wykładowca na Brown University.
Od 2010 mieszka w Chicago, gdzie prowadzi Katedrę Języka Polskiego i Literatury na University of Illinois. Jest członkiem Collegium Invisibile.
Autor wielu książek poświęconych filozofii i literaturze. Współpracownik „Tygodnika Powszechnego”. Dyrektor artystyczny Międzynarodowego Festiwalu Literatury im. Josepha Conrada w Krakowie. Do 2021 członek Rady Naukowej (Editorial Board) amerykańskiego czasopisma „Slavic Review” oraz współredaktor Magazynu Literackiego „Książki w Tygodniku”.

## Nagrody i nominacje
- Nagroda im. Kazimierza Wyki 2011 r. za całokształt dokonań w dziedzinie krytyki oraz eseistyki literackiej i artystycznej[6].
- Nagroda im. Kościelskich za Anatomię ciekawości (2000)
- 2000 – Nagroda Polskiej Akademii Nauk im. Aleksandra Brücknera
- 1998 – Nagroda „Literatury na Świecie”.
- Nagroda Ministra Edukacji Narodowej (1998, 2001, 2005)
- nominacja do Nagrody Literackiej Gdynia 2016 w kategorii esej za książkę Kiwka[7]

## Twórczość
- Efekt inskrypcji. Jacques Derrida i literatura, 1997; wyd. drugie, rozszerzone, 2003
- Nietzsche. Filozofia interpretacji, 1997
- Anatomia ciekawości, 1999
- Pragnienie obecności. Filozofie reprezentacji od Platona do Kartezjusza, 1999
- Chronik des polnischen Essays 1951–2000, 2000
- Występek. Eseje o pisaniu i czytaniu, 2001
- Identity and Interpretation, 2003
- Perekreacja, 2003
- Pragnienie i bałwochwalstwo. Felietony metafizyczne, 2004
- Czarny nurt. Gombrowicz, świat, literatura, 2004 - nominacja do Nagrody Literackiej Nike 2005[8], nominacja do Nagrody im. Jana Długosza 2005[9]
- Teorie literatury XX wieku (wraz z Anną Burzyńską), 2006
- Nieobliczalne. Eseje, 2007
- Polska literatura nowoczesna. Leśmian, Schulz, Witkacy, 2008
- Życie na miarę literatury, 2009
- Słońce, możliwość, radość, 2010
- Powszechna rozwiązłość. Schulz, egzystencja literatura, 2012
- Polityka wrażliwości. Wprowadzenie do humanistyki, 2013
- Dzień na ziemi. Proza podróżna, 2014
- Kiwka, 2015
- Wojny nowoczesnych plemion. Spór o rzeczywistość w epoce populizmu, 2019
- Polska, rozkosz, uniwersytet. Opowieść edukacyjna, 2021